# Piji (Ukraina)
Piji (ukr. Пії) – wieś na Ukrainie, w obwodzie kijowskim, w rejonie obuchowskim, w hromadzie Rzyszczów. W 2001 roku liczyła 1147 mieszkańców.
W XIX wieku wieś należała do ujezdu kijowskiego w guberni kijowskiej. Od 181 roku wieś należała do Ludwika Jankowskiego, byłego marszałka powiatu kaniowskiego.
W Pijach urodził się Jerzy Marx, oficer Marynarki Wojennej, kawaler Orderu Virtuti Militari.